# Euscelidia trifoliata
Euscelidia trifoliata là một loài ruồi trong họ Asilidae. Euscelidia trifoliata được Janssens miêu tả năm 1953. Loài này phân bố ở vùng nhiệt đới châu Phi.